# 沃尔特·米勒
沃尔特·P·米勒（英語：Walter P. Miller，1915年7月30日—2001年1月21日），美国NBA联盟前职业篮球运动员。